# Spjutträsket
Spjutträsket är en sjö i Arvidsjaurs kommun i Lappland och ingår i Skellefteälvens huvudavrinningsområde. Sjön har en area på 0,375 kvadratkilometer och ligger 413,2 meter över havet.

## Delavrinningsområde
Spjutträsket ingår i det delavrinningsområde (727240-161924) som SMHI kallar för Mynnar i Ledvattnet. Medelhöjden är 474 meter över havet och ytan är 33,08 kvadratkilometer. Det finns inga avrinningsområden uppströms utan avrinningsområdet är högsta punkten. Spjutträskbäcken som avvattnar avrinningsområdet har biflödesordning 2, vilket innebär att vattnet flödar genom totalt 2 vattendrag innan det når havet efter 183 kilometer. Avrinningsområdet består mestadels av skog (79 procent) och sankmarker (20 procent). Avrinningsområdet har 0,43 kvadratkilometer vattenytor vilket ger det en sjöprocent på 1,3 procent.